# 54.ª edición de los Premios Grammy
La 54.ª edición de los Premios Grammy se celebró el 12 de febrero de 2012 en el Staples Center de Los Ángeles, en reconocimiento a los logros discográficos alcanzados por los artistas musicales durante el año anterior. El evento fue presentado por el rapero LL Cool J y fue televisado en directo en Estados Unidos por CBS. Las nominaciones fueron anunciadas el 30 de noviembre de 2011.
El 8 de febrero de 2012 la academia anunció que la ceremonia previa a la retransmisión televisiva de la presente edición iba a ser difundida en directo internacionalmente mediante streaming desde el sitio web oficial de los Grammy, así como de CBS. Tal evento tuvo lugar en el Centro de Convenciones de Los Ángeles y fue presentado por Dave Koz y MC Lyte. Allí fueron otorgados un total de 68 galardones.
El póster oficial de esta edición fue diseñado por el arquitecto Frank Gehry.
El día antes de la ceremonia Whitney Houston falleció en Los Ángeles, y los productores del evento rápidamente organizaron un homenaje con Jennifer Hudson cantando la canción de Houston "I Will Always Love You". La ceremonia comenzó con una actuación de Bruce Springsteen seguida de una oración de LL Cool J por Whitney Houston. Adele fue la gran triunfadora obteniendo un total de seis galardones, con lo que igualó el récord de más galardones recibidos en una sola noche en poder de Beyoncé Knowles. Adele es la segunda artista en la historia de los Grammys, seguido de Christopher Cross, en haber ganado los cuatro premios generales (Álbum del año, grabación del año, canción del año, mejor artista nuevo). Le siguieron por Foo Fighters y Kanye West con cinco premios respectivamente.

## Actuaciones y presentadores

### Actuaciones
Previo
- Kim Burrell, Le'Andria Johnson, Kelly Price & Trin-I-Tee 5:7
- Joyce DiDonato
- Steve Earle
- Rebirth Brass Band
- The Civil Wars

Ceremonia televisada
| Artistas | Canciones                                                                            |
| --- | ------------------------------------------------------------------------------------ |
| Bruce Springsteen The E Street Band                                                                           | "We Take Care of Our Own"                                                            |
| Bruno Mars | "Runaway Baby"                                                                       |
| Alicia Keys Bonnie Raitt                                                                                      | Homenaje a Etta James "A Sunday Kind of Love"                                        |
| Chris Brown                                                                                                   | "Turn Up the Music" Beautiful People"                                                |
| Jason Aldean Kelly Clarkson                                                                                   | "Don't You Wanna Stay"                                                               |
| Foo Fighters                                                                                                  | "Walk"                                                                               |
| Rihanna Coldplay                                                                                              | "We Found Love" Princess of China" Paradise"                                         |
| Maroon 5 Foster the People The Beach Boys                                                                     | 50 aniversario de The Beach Boys "Surfer Girl" Wouldn't It Be Nice" Good Vibrations" |
| Paul McCartney Diana Krall Joe Walsh                                                                          | "My Valentine"                                                                       |
| The Civil Wars                                                                                                | "Barton Hollow"                                                                      |
| Taylor Swift                                                                                                  | "Mean"                                                                               |
| Katy Perry | "E.T." Part of Me"                                                                   |
| Adele | "Rolling in the Deep"                                                                |
| The Band Perry Blake Shelton Glen Campbell                                                                    | Homenaje a Glen Campbell "Gentle on My Mind" Southern Nights" Rhinestone Cowboy"     |
| Tony Bennett Carrie Underwood                                                                                 | "It Had to Be You"                                                                   |
| Jennifer Hudson                                                                                               | Homenaje a Whitney Houston "I Will Always Love You"                                  |
| Chris Brown David Guetta Lil Wayne Foo Fighters deadmau5                                                      | "I Can Only Imagine" Rope" Raise Your Weapon"                                        |
| Nicki Minaj                                                                                                   | "Roman's Revenge" (Intro) "Roman Holiday"                                            |
| Paul McCartney Bruce Springsteen Dave Grohl Joe Walsh Rusty Anderson Brian Ray Paul Wickens Abe Laboriel, Jr. | "Golden Slumbers" Carry That Weight" The End"                                        |

### Presentadores
Previo
- Gerald Clayton
- Chick Corea
- Brandon Heath
- Arturo O'Farrill
- OK Go
- Corinne Bailey Rae
- Esperanza Spalding
- Jimmy Jam

Ceremonia televisada
- El anfitrión LL Cool J dio la bienvenida al evento y presentó a Bruno Mars
- Alicia Keys y Bonnie Raitt — presentaron la Mejor interpretación pop solista
- Marc Anthony y Fergie— presentaron la Mejor interpretación rap
- Reba — presentó a Jason Aldean y Kelly Clarkson
- Jack Black — presentó a Foo Fighters
- Mario Manningham, Pauley Perrette y Víctor Cruz — presentaron la Mejor interpretación rock
- Ryan Seacrest — presentó a Maroon 5, Foster the People and The Beach Boys
- LL Cool J — presentó a Lady Gaga
- Stevie Wonder — presentó a Paul McCartney
- Common y Taraji P. Henson — presentaron el Mejor álbum de R&B
- Neil Patrick Harris — presentó la Canción del año
- Kate Beckinsale (con presentador LL Cool J) — presentó a Katy Perry
- Miranda Lambert y Dierks Bentley — presentaron el Mejor álbum de country
- Gwyneth Paltrow — presentó a Adele
- Taylor Swift — presentó el homenaje a Glen Campbell
- Carrie Underwood y Tony Bennett — presentaron el Mejor artista novel
- Questlove (con el anfitrión LL Cool J) — presentaron a Chris Brown, David Guetta, Deadmau5, Foo Fighters y Lil Wayne
- Drake — presentó a Nicki Minaj
- Lady Antebellum — presentó la Grabación del año
- Diana Ross (con el anfitrión LL Cool J) — presentó el Álbum del año y a Paul McCartney

## Ganadores y nominados

### Generales
Grabación del año
- «Rolling in the Deep» — Adele (intérprete); Paul Epworth (productor); Tom Elmhirst & Mark Rankin (ingenieros/mezcladores)
- «Holocene» — Bon Iver (intérpretes); Justin Vernon (productor); Brian Joseph & Justin Vernon (ingenieros/mezcladores)
- «Grenade» — Bruno Mars (intérprete); The Smeezingtons (productor); Ari Levine & Manny Marroquin (ingenieros/mezcladores)
- «The Cave» — Mumford & Sons (intérpretes); Markus Dravs (productor); Francois Chevallier & Ruadhri Cushnan (ingenieros/mezcladores)
- «Firework» — Katy Perry (intérprete); Stargate & Sandy Vee (productores); Mikkel S. Eriksen, Phil Tan, Sandy Vee & Miles Walker (ingenieros/mezcladores)

Álbum del año
- 21 – Adele (intérprete); Jim Abbiss, Adele Adkins, Paul Epworth, Rick Rubin, Fraser T Smith, Ryan Tedder& Dan Wilson (productores); Jim Abbiss, Philip Allen, Beatriz Artola, Ian Dowling, Tom Elmhirst, Greg Fidelman, Dan Parry, Steve Price, Mark Rankin, Andrew Scheps, Fraser T Smith & Ryan Tedder (ingenieros/mezcladores); Tom Coyne (masterización)
- Wasting Light – Foo Fighters (intérpretes); Butch Vig (productor); James Brown & Alan Moulder (ingenieros/mezcladores); Joe LaPorta & Emily Lazar (masterización)
- Born This Way – Lady Gaga (intérprete); Paul Blair, DJ Snake, Fernando Garibay, Lady Gaga, Robert John "Mutt" Lange, Jeppe Laursen, RedOne & Clinton Sparks (productores); Fernando Garibay, Lady Gaga, Bill Malina, Trevor Muzzy, RedOne, Dave Russell, Justin Shirley Smith, Horace Ward & Tom Ware (ingenieros/mezcladores); Gene Grimaldi (masterización)
- Doo-Wops & Hooligans – Bruno Mars (intérprete); B.o.B, Cee Lo Green & Damian Marley, featured artists; Dwayne "Supa Dups" Chin-Quee, Needlz & The Smeezingtons (productores); Ari Levine & Manny Marroquin (ingenieros/mezcladores); Stephen Marcussen (masterización)
- Loud – Rihanna (intérprete); Drake, Eminem & Nicki Minaj, featured artists; Ester Dean, Alex da Kid, Kuk Harrell, Mel & Mus, Awesome Jones, Makeba Riddick, The Runners, Sham, Soundz, Stargate, Chris "Tricky" Stewart, Sandy Vee & Willy Will (productores); Ariel Chobaz, Cary Clark, Mikkel S. Eriksen, Alex da Kid, Josh Gudwin, Kuk Harrell, Jaycen Joshua, Manny Marroquin, Dana Nielsen, Chad "C-Note" Roper, Noah "40" Shebib, Corey Shoemaker, Jay Stevenson, Mike Strange, Phil Tan, Brian "B-Luv" Thomas, Marcos Tovar, Sandy Vee, Jeff "Supa Jeff" Villanueva, Miles Walker & Andrew Wuepper (ingenieros/mezcladores); Chris Gehringer (masterización)

Canción del año
- «Rolling in the Deep» — Adele Adkins & Paul Epworth (compositores); Adele (intérprete)
- «Holocene» — Justin Vernon (compositor); Bon Iver (intérpretes)
- «Grenade» — Brody Brown, Claude Kelly, The Smeezingtons & Andrew Wyatt (compositores); Bruno Mars (intérprete)
- «The Cave» — Ted Dwane, Ben Lovett, Marcus Mumford & Country Winston (compositores); Mumford & Sons (intérpretes)
- «All of the Lights» — Jeff Bhasker, Stacy Ferguson, Really Doe, Kanye West & Malik Yusef (compositores); Kanye West con Rihanna, Kid Cudi & Fergie (intérpretes)

Mejor artista novel
- Bon Iver
- The Band Perry
- J. Cole
- Nicki Minaj
- Skrillex

### Alternativa
Mejor álbum de música alternativa
- Bon Iver, Bon Iver – Bon Iver
- Codes and Keys – Death Cab for Cutie
- Torches – Foster the People
- Circuital – My Morning Jacket
- The King of Limbs – Radiohead

### Clásica
Mejor interpretación orquestal
- Brahms: Sinfonía n.º 4 – Gustavo Dudamel (director) & Los Angeles Philharmonic
- Bowen: Sinfonías n.º 1 & 2 – Andrew Davis (director) & BBC Philharmonic
- Haydn: Sinfonías n.º 88, 101 & 104 – Nicholas McGegan (director) & Philharmonia Baroque Orchestra
- Henze: Sinfonías n.º 3 – 5 – Marek Janowski (director) & Rundfunk-Sinfonieorchester Berlin
- Martinů: The Six Symphonies – Jirí Belohlávek (director) & BBC Symphony Orchestra

Mejor grabación de ópera
- Adams: Doctor Atomic – Jay David Saks (productor); Alan Gilbert (director); Meredith Arwady, Sasha Cooke, Richard Paul Fink, Gerald Finley, Thomas Glenn & Eric Owens; Metropolitan Opera Orchestra & Chorus
- Britten: Billy Budd – James Whitbourn (productor); Mark Elder (director); John Mark Ainsley, Phillip Ens, Jacques Imbrailo, Darren Jeffery, Iain Paterson & Matthew Rose; London Philharmonic Orchestra & Glyndebourne Chorus
- Rautavaara: Kaivos – Seppo Siirala (productor); Hannu Lintu (director); Jaakko Kortekangas, Hannu Niemelä, Johanna Rusanen-Kartano & Mati Turi; Tampere Philharmonic Orchestra & Kaivos Chorus
- Verdi: La Traviata – James Whitbourn (productor); Antonio Pappano (director); Joseph Calleja, Renée Fleming & Thomas Hampson; Royal Opera House Orchestra & Chorus
- Vivaldi: Ercole su'l Termodonte – Daniel Zalay (productor); Fabio Biondi (director); Romina Basso, Patrizia Ciofi, Diana Damrau, Joyce DiDonato, Vivica Genaux, Philippe Jaroussky, Topi Lehtipuu & Rolando Villazón; Europa Galante & Coro da Camera Santa Cecilia di Borgo San Lorenzo

Mejor interpretación coral
- Light & Gold – Eric Whitacre (director); Christopher Glynn & Hila Plitmann; The King's Singers, Laudibus, Pavão Quartet & The Eric Whitacre Singers
- Beyond All Mortal Dreams. American A Cappella – Stephen Layton (director); Choir of Trinity College Cambridge
- Brahms: Ein Deutsches Requiem, Op. 45 – Patrick Dupré Quigley (director); James K. Bass (director de coro); Justin Blackwell, Scott Allen Jarrett, Paul Max Tipton & Teresa Wakim; Professional Choral Institute & Seraphic Fire
- Kind – Kjetil Almenning (director); Nidaros String Quartet & Ensemble 96
- The Natural World of Pelle Gudmundsen-Holmgreen – Paul Hillier (director); Ars Nova Copenhagen

Mejor interpretación de conjunto musical pequeño o música de cámara
- Mackey: Lonely Motel. Music from Slide – Rinde Eckert & Steven Mackey; Eighth Blackbird
- Frank: Hilos – Gabriela Lena Frank; ALIAS Chamber Ensemble
- The Kingdoms of Castille – Richard Savino (director); El Mundo
- A Seraphic Fire Christmas – Patrick Dupré Quigley (director); Seraphic Fire
- Sound the Bells! – The Bay Brass

Mejor solista vocal clásico
- Diva Divo – Joyce DiDonato (solista); Kazushi Ono (director) & Orchestre & Choeur De L'Opéra National De Lyon
- Grieg / Thommessen: Veslemøy Synsk – Marianne Beate Kielland (solista); Nils Anders Mortensen
- Handel: Cleopatra – Natalie Dessay (solista); Emmanuelle Haïm & Le Concert D'Astrée
- Purcell: O Solitude – Andreas Scholl (solista); Stefano Montanari; Christophe Dumaux & Accademia Bizantina
- Three Baroque Tenors – Ian Bostridge (solista); Bernard Labadie; Mark Bennett, Andrew Clarke, Sophie Daneman, Alberto Grazzi, Jonathan Gunthorpe, Benjamin Hulett & Madeline Shaw; The English Concert

Mejor solista instrumental clásico
- Schwantner: Concerto for Percussion & Orchestra – Christopher Lamb (solista); Giancarlo Guerrero (director) & Nashville Symphony
- Chinese Recorder Concertos. East Meets West – Michala Petri (solista); Lan Shui (director) & Copenhagen Philharmonic
- Rachmaninov: Concierto para piano n.º 2; Rhapsody on a Theme of Paganini – Yuja Wang (solista); Claudio Abbado (director) & Mahler Chamber Orchestra
- Rachmaninov: Conciertos para piano n.º 3 & 4 – Leif Ove Andsnes (solista); Antonio Pappano (director) & London Symphony Orchestra
- Winging It. Piano Music of John Corigliano – Ursula Oppens (solista)

Mejor composición clásica contemporánea
- Aldridge: Elmer Gantry – Robert Aldridge (compositor) & Herschel Garfein (libretista)
- Crumb: The Ghosts of Alhambra – George Crumb (compositor)
- Friedman: Cuarteto de cuerda n.º 3 – Jefferson Friedman (compositor)
- Mackey: Lonely Motel. Music From Slide – Steven Mackey (compositor)
- Ruders: Concierto para piano n.º 2 – Poul Ruders (compositor)

### Composición y arreglos
Mejor composición instrumental
- «Life in Eleven» — Béla Fleck & Howard Levy (compositores); Béla Fleck & The Flecktones (intérpretes)
- «Falling Men» — John Hollenbeck (compositor); John Hollenbeck, Daniel Yvinec & Orchestre National de Jazz (ONJ) (intérpretes)
- «Hunting Wabbits 3 (Get Off My Lawn)» — Gordon Goodwin (compositor); Gordon Goodwin's Big Phat Band (intérpretes)
- «I Talk to the Trees» — Randy Brecker (compositor); Randy Brecker & DR Big Band (intérpretes)
- «Timeline» — Russell Ferrante (compositor); Yellowjackets (intérpretes)

Mejor arreglo instrumental
- «Rhapsody in Blue» — Gordon Goodwin (arreglista); Gordon Goodwin's Big Phat Band (intérpretes)
- «All or Nothing at All» — Peter Jensen (arreglista); Randy Brecker & DR Big Band (intérpretes)
- «In the Beginning» — Clare Fischer (arreglista); The Clare Fischer Big Band (intérpretes)
- «Nasty Dance» — Bob Brookmeyer (arreglista); The Vanguard Jazz Orchestra (intérpretes)
- «Song Without Words» — Carlos Franzetti (arreglista); Carlos Franzetti & Allison Brewster Franzetti (intérpretes)

Mejor arreglo instrumental con acompañamiento vocal
- «Who Can I Turn To (When Nobody Needs Me)» — Jorge Calandrelli (arreglista); Tony Bennett & Queen Latifah (intérpretes)
- «Ao Mar» — Vince Mendoza (arreglista); Vince Mendoza (intérprete)
- «Moon Over Bourbon Street» — Rob Mathes (arreglista); Sting & Royal Philharmonic Concert Orchestra (intérpretes)
- «On Broadway» — Kevin Axt, Ray Brinker, Trey Henry, Christian Jacob & Tierney Sutton (arreglistas); The Tierney Sutton Band (intérpretes)
- «The Windmills of Your Mind» — William A. Ross (arreglista); Barbra Streisand (intérprete)

### Composición para medio visual
Mejor recopilación de banda sonora para medio visual
- Boardwalk Empire Volume 1: Music from the HBO Original Series – Varios intérpretes
- Burlesque – Christina Aguilera
- Glee: The Music, Volume 4 – Reparto de Glee
- Tangled – Varios intérpretes
- True Blood, Volume 3 – Varios intérpretes

Mejor banda sonora para medio visual
- The King's Speech – Alexandre Desplat (compositor)
- Black Swan – Clint Mansell (compositor)
- Harry Potter and the Deathly Hallows Part 2 – Alexandre Desplat (compositor)
- The Shrine – Ryan Shore (compositor)
- Tron: Legacy – Daft Punk (compositor)

Mejor canción escrita para medio visual
- «I See the Light" (de Tangled) – Alan Menken & Glenn Slater, compositores (Mandy Moore & Zachary Levi (intérpretes)
- «Born to Be Somebody" (de Justin Bieber: Never Say Never) – Diane Warren (compositora); Justin Bieber (intérprete)
- «Christmastime Is Killing Us" (de Family Guy) – Ron Jones, Seth MacFarlane & Danny Smith (compositores); Danny Smith, Ron Jones & Seth MacFarlane (intérpretes)
- «So Long" (de Winnie the Pooh) – Zooey Deschanel (compositora); Zooey Deschanel & M. Ward (intérpretes)
- «Where the River Goes" (de Footloose) – Zac Brown, Wyatt Durrette, Drew Pearson & Anne Preven (compositores); Zac Brown (intérprete)
- «You Haven't Seen the Last of Me" (de Burlesque) – Diane Warren (compositora); Cher (intérprete)

### Country
Mejor interpretación de country solista
- «Mean» — Taylor Swift
- «Dirt Road Anthem» — Jason Aldean
- «I'm Gonna Love You Through It» — Martina McBride
- «Honey Bee» — Blake Shelton
- «Mama's Song» — Carrie Underwood

Mejor interpretación country, duo o grupo
- «Barton Hollow» — The Civil Wars
- «Don't You Wanna Stay» — Jason Aldean & Kelly Clarkson
- «You and Tequila» — Kenny Chesney & Grace Potter
- «Are You Gonna Kiss Me or Not» — Thompson Square

Mejor canción country
- «Mean» — Taylor Swift (compositora e intérprete)
- «Are You Gonna Kiss Me or Not» — Jim Collins & David Lee Murphy (compositores); Thompson Square (intérprete)
- «God Gave Me You» — Dave Barnes (compositor); Blake Shelton (intérprete)
- «Just Fishin'» — Casey Beathard, Monty Criswell & Ed Hill (compositores); Trace Adkins (intérprete)
- «Threaten Me with Heaven» — Vince Gill, Amy Grant, Will Owsley & Dillon O'Brian (compositores); Vince Gill (intérprete)
- «You and Tequila» — Matraca Berg & Deana Carter (compositores); Kenny Chesney & Grace Potter (intérpretes)

Mejor álbum de música country
- Own the Night – Lady Antebellum
- My Kinda Party – Jason Aldean
- Chief – Eric Church
- Red River Blue – Blake Shelton
- Here for a Good Time – George Strait
- Speak Now – Taylor Swift

### Dance
Mejor grabación dance
- «Scary Monsters and Nice Sprites» — Skrillex (intérpretes); Sonny Moore (productor/mezclador)
- «Raise Your Weapon» — deadmau5 & Greta Svabo Bech (intérpretes); Joel Zimmerman (productor)
- «Barbra Streisand» — Duck Sauce (intérpretes); Armand Van Helden & Alain Macklovitch (productores/mezcladores)
- «Sunshine» — David Guetta & Avicii (intérpretes); Tim Bergling, David Guetta & Giorgio Tuinfort (productores); Tim Bergling (mezclador)
- «Call Your Girlfriend» — Robyn (intérprete); Klas Åhlund & Billboard (productores); Niklas Flyckt (mezclador)
- «Save the World» — Swedish House Mafia (intérpretes); Steve Angello, Axel Hedfors & Sebastian Ingrosso (productores/mezcladores)

Mejor álbum de dance/electrónica
- Scary Monsters and Nice Sprites – Skrillex
- Zonoscope – Cut Copy
- 4x4=12 – deadmau5
- Nothing but the Beat – David Guetta
- Body Talk Pt. 3 – Robyn

### Espectáculo musical
Mejor álbum de espectáculo musical
- The Book of Mormon – Josh Gad & Andrew Rannells (intérpretes); Anne Garefino, Robert Lopez, Stephen Oremus, Trey Parker, Scott Rudin & Matt Stone (productores); Robert Lopez, Trey Parker & Matt Stone (compositores/letristas)
- Anything Goes – Reparto nuevo de Broadway con Sutton Foster & Joel Grey (intérpretes); Rob Fisher, James Lowe & Joel Moss (productores); Cole Porter (compositor/letrista)
- How to Succeed in Business Without Really Trying – Reparto de Broadway 2011 con John Larroquette & Daniel Radcliffe (intérpretes); Robert Sher (productor); Frank Loesser (compositor/letrista)

### Gospel
Mejor interpretación gospel/música cristiana contemporánea
- «Jesus» — Le'Andria Johnson
- «Do Everything» — Steven Curtis Chapman
- «Alive (Mary Magdalene)» — Natalie Grant
- «Your Love» — Brandon Heath
- «I Lift My Hands» — Chris Tomlin

Mejor canción gospel
- «Hello Fear» — Kirk Franklin (compositor e intérprete)
- «Sitting with Me» — Gerald Haddon, Tammi Haddon & Mary Mary (compositores); Mary Mary (intérprete)
- «Spiritual» — Donald Lawrence (compositor); Donald Lawrence & Co. & Blanche McAllister-Dykes (intérpretes)
- «Trust Me» — Richard Smallwood (compositor); Richard Smallwood & Vision (intérpretes)
- «Window» — Canton Jones (compositor e intérprete)

Mejor canción de música cristiana contemporánea
- «Blessings» — Laura Story (compositora e intérprete)
- «Hold Me» — Jamie Grace, Christopher Stevens & TobyMac (compositores); Jamie Grace & TobyMac (intérpretes)
- «I Lift My Hands» — Louie Giglio, Matt Maher & Chris Tomlin (compositores); Chris Tomlin (intérprete)
- «Strong Enough» — Matthew West (compositor e intérprete)
- «Your Love» — Brandon Heath & Jason Ingram (compositores); Brandon Heath (intérprete)

Mejor álbum gospel
- Hello Fear – Kirk Franklin
- The Love Album – Kim Burrell
- The Journey – Andraé Crouch
- Something Big – Mary Mary
- Angel & Chanelle (Deluxe Edition) – Trin-i-tee 5:7

Mejor álbum de música cristiana contemporánea
- And If Our God Is for Us... – Chris Tomlin
- Ghosts Upon the Earth – Gungor
- Leaving Eden – Brandon Heath
- The Great Awakening – Leeland
- What If We Were Real – Mandisa
- Black & White – Royal Tailor

### Hablado
Mejor álbum hablado (incluye poesía, audiolibros y cuentacuentos)
- If You Ask Me (And of Course You Won't) – Betty White
- Bossypants – Tina Fey
- Fab Fan Memories. The Beatles Bond – Varios intérpretes
- Hamlet (William Shakespeare) – Dan Donohue & Varios intérpretes, Oregon Shakespeare Festival
- The Mark of Zorro – Val Kilmer & reparto

Mejor álbum de comedia
- Hilarious – Louis C.K.
- Alpocalypse – "Weird Al" Yankovic
- Finest Hour – Patton Oswalt
- Kathy Griffin: 50 & Not Pregnant – Kathy Griffin
- Turtleneck & Chain – The Lonely Island

### Histórico
Mejor álbum histórico
- Band on the Run (Paul McCartney Archive Collection. Deluxe Edition) – Paul McCartney (productor); Sam Okell & Steve Rooke (masterización); Paul McCartney & Wings (intérpretes)
- The Bristol Sessions, 1927-1928: The Big Bang of Country Music – Christopher C. King & Ted Olson (productores); Christopher C. King & Chris Zwarg (masterización); Varios intérpretes
- Complete Mythology – Tom Lunt, Rob Sevier & Ken Shipley, productores; Jeff Lipton, masterización (Syl Johnson)
- Hear Me Howling!: Blues, Ballads & Beyond as Recorded by the San Francisco Bay by Chris Strachwitz in the 1960s – Chris Strachwitz (productor); Mike Cogan (masterización); Varios intérpretes
- Young Man with the Big Beat: The Complete '56 Elvis Presley Masters – Ernst Mikael Jorgensen (productor); Vic Anesini (masterización); Elvis Presley (intérprete)

### Infantil
Mejor álbum para niños
- All About Bullies ... Big and Small – Varios intérpretes; Steve Pullara, Jim Cravero, Pat Robinson, Kevin Mackie & Gloria Domina, productores.
- Are We There Yet? – The Papa Hugs Band
- Fitness Rock & Roll – Miss Amy
- GulfAlive – The Banana Plant
- I Love: Tom T. Hall's Songs of Fox Hollow – Varios intérpretes

### Jazz
Mejor solista de jazz improvisado
- «500 Miles High» — Chick Corea
- «All or Nothing at All» — Randy Brecker
- «You Are My Sunshine» — Ron Carter
- «Work» — Fred Hersch
- «Sonnymoon for Two» — Sonny Rollins

Mejor álbum de jazz, conjunto grande
- The Good Feeling – Christian McBride Big Band
- The Jazz Ballad Song Book – Randy Brecker & DR Big Band
- 40 Acres and a Burro – Arturo O'Farrill & The Afro Latin Jazz Orchestra
- Legacy – Gerald Wilson Orchestra
- Alma Adentro: The Puerto Rican Songbook – Miguel Zenón

Mejor álbum de jazz vocal
- The Mosaic Project – Terri Lyne Carrington & Varios intérpretes
- 'Round Midnight – Karrin Allyson
- The Gate – Kurt Elling
- American Road – Tierney Sutton (Band)
- The Music of Randy Newman – Roseanna Vitro

Mejor álbum de jazz instrumental
- Forever – Corea, Clarke & White
- Bond: The Paris Sessions – Gerald Clayton
- Alone at the Vanguard – Fred Hersch
- Bird Songs – Joe Lovano & Us Five
- Road Shows Vol. 2 – Sonny Rollins
- Timeline – Yellowjackets

### Latina
Mejor álbum de pop, rock o urbano latino
- Drama y luz – Maná
- Entren los que quieran – Calle 13
- Entre la ciudad y el mar – Gustavo Galindo
- Nuestra – La Vida Bohème
- Not so commercial – Los Amigos Invisibles

Mejor álbum mexicano o tejano
- Bicentenario – Pepe Aguilar
- Orale – Mariachi Divas De Cindy Shea
- Amor a la música – Mariachi Los Arrieros Del Valle
- Eres un farsante – Paquita la del Barrio
- Huevos rancheros – Joan Sebastian

Mejor álbum de banda o norteño
- MTV Unplugged: Los Tigres del Norte and Friends – Los Tigres del Norte
- Estaré mejor – El Güero y Su Banda Centenario
- Intocable 2011 – Intocable
- El árbol – Los Tucanes de Tijuana
- No vengo a ver si puedo... si por que puedo vengo – Michael Salgado

Mejor interpretación latina tropical tradicional
- The Last Mambo – Cachao
- Homenaje a los rumberos – Edwin Bonilla
- Mongorama – José Rizo's Mongorama

### New age
Mejor álbum de new age
- What's It All About – Pat Metheny
- Northern Seas – Al Conti
- Gaia – Michael Brant DeMaria
- Wind, Rock, Sea & Flame – Peter Kater
- Instrumental Oasis, Vol. 6 – Zamora